# Lijst van voetballers - P
Dit is een lijst van voetballers met een artikel op Wikipedia van wie de achternaam begint met de letter P.

## Pa

### Paa
- Heinrich Paal
- Kenneth Paal
- Mika-Matti Paatelainen
- Bas Paauwe
- Cees Paauwe
- Patrick Paauwe
- Tommi Paavola

### Pab
- Dorlan Pabón

### Pac
- Jamie Pace
- Robert Pache
- Jaime Pacheco
- Víctor Pacheco
- Gonçalo Paciência
- Peter Pacult

### Pad
- Marco Padalino
- Sergio Padt

### Pae
- Richard Páez

### Pah
- Marian Pahars
- Theo Pahlplatz

### Pai
- John Paintsil
- Igor Paixão
- Boris Paitsjadze

### Pal
- Hayder Palacio
- Rodrigo Palacio
- Ever Palacios
- Jerry Palacios
- Pablo Palacios
- Wilson Palacios
- Andrzej Pałasz
- Ante Palaversa
- João Palhinha
- Gary Pallister
- Liam Palmer
- Erik Palmer-Brown
- Károly Palotai
- Lloyd Palun

### Pan
- Andrej Panadić
- Giuseppe Pancaro
- Darko Pančev
- Michal Pančík
- Miklós Páncsics
- Walter Pandiani
- Boris Pandža
- Antonín Panenka
- David Paniagua
- Roly Paniagua
- Jürgen Panis
- Igoris Pankratjevas
- Kevin Pannewitz
- Panajot Pano
- Olivier Pantaloni
- Marko Pantelić
- Aleksandar Pantić
- Danilo Pantić
- Milinko Pantić
- Christian Panucci

### Pam
- Alen Pamić

### Pan
- Ivor Pandur

### Pap
- Avraam Papadopoulos
- Kyriakos Papadopoulos
- Michal Papadopulos
- Sotirios Papagiannopoulos
- Sokratis Papastathopoulos
- Zlatko Papec
- Andrea Papetti
- Giorgi Papoenasjvili
- Paul Papp
- Charis Pappas
- Faty Papy

### Paq
- Gaëtan Paquiez

### Par
- Felipe Pardo
- Pável Pardo
- Sebastián Pardo
- Aitor Paredes
- Carlos Paredes
- Esteban Paredes
- Juan Carlos Paredes
- Leandro Paredes
- Sergei Pareiko
- Óscar Pareja
- Gino Pariani
- Park Ji-sung
- Winston Parks
- Jonathan Parr
- Kalle Parviainen

### Pas
- Mario Pašalić
- Petri Pasanen
- Marco Pascolo
- Maksim Pasjajev
- Oleg Pasjinin
- Giovanni Pasquale
- Daniel Passarella
- Javier Pastore

### Pat
- Ilounga Pata
- Weslley Patati
- Janez Pate
- Fernando Paternoster
- Charlie Patino
- Alexandre Pato
- Rui Patrício
- Hannu Patronen
- Nathan Patterson
- Edinho Pattinama
- Jordão Pattinama
- Ton Pattinama

### Pau
- Pauleta
- Gabriel Paulista
- Marcos Paulo

### Pav
- Ivo Pavelić
- Jiří Pavlenka
- Miran Pavlin
- Roman Pavljoetsjenko
- Borislav Pavlov
- Aleksandar Pavlović
- Mateo Pavlović
- Strahinja Pavlović
- Željko Pavlović

### Pay
- Ben Payal

### Paz
- Adrián Paz
- Líder Paz
- Michał Pazdan
- Péter Pázmándy
- José María Pazo
- Giampaolo Pazzini

## Pe

### Pea
- Bailey Peacock-Farrell
- Stuart Pearce
- Tom Pearce

### Pec
- Mário Pečalka
- Srđan Pecelj
- Arif Peçenek
- Nejc Pečnik

### Ped
- Morten Gamst Pedersen
- Nicklas Pedersen
- Tore Pedersen
- Stanislav Pedõk
- Ángel Pedraza
- Ricardo Pedriel
- Pedrinho
- Luís Pedro
- Reynald Pedros
- Pedro Pedrucci

### Pee
- Georgi Peev

### Pek
- Tomáš Pekhart

### Pel
- Albin Pelak
- Pelé
- Abédi Pelé
- Graziano Pellè
- Mauricio Pellegrino
- Agustín Pelletieri
- Sergio Pellissier
- Norberto Peluffo

### Pem
- Patrick Pemberton
- Mark Pembridge

### Pen
- Álvaro Peña
- Carlos Peña
- Juan Manuel Peña
- Iván de la Peña
- Rob Penders
- Alexandre Penetra
- Ljoeboslav Penev
- Marek Penksa
- Jermaine Pennant
- Tero Penttilä
- Armand Penverne

### Pep
- Pepe
- Ricardo Pepi
- Ardit Peposhi
- Ard van Peppen

### Per
- Oribe Peralta
- Fanol Perdedaj
- Arnold Peralta
- Edixon Perea
- Luis Perea
- Luis Carlos Perea
- Ernani Pereira
- João Pereira
- Maximiliano Pereira
- Mauricio Pereyra
- Christian Perez
- Diego Pérez
- John Wilmar Pérez
- José Ricardo Pérez
- Kenneth Pérez
- Luis Francisco Pérez
- Roberto Pérez
- Wilson Pérez
- Stipe Perica
- Ivan Perišić
- Flavio Perlaza
- Romain Perraud
- Diego Perrone
- Simone Perrotta
- Robin van Persie
- Joakim Persson
- Luka Peruzović
- Angelo Peruzzi
- Pavao Pervan

### Pes
- Gianluca Pessotto

### Pet
- Erkka Petäjä
- Werner Peter
- Jaime Peters
- Poll Peters
- René Peters
- Ivaylo Petev
- Georgi Petkov
- Bruno Petković
- Jason Petković
- Michael Petković
- Vladimir Petković
- Martin Petráš
- Dimitri Petratos
- Florentin Petre
- Mladen Petrić
- Carlo Petrini
- Pedro Petrone
- Martin Petrov
- Ivajlo Petrov
- Nikolai Petrov
- Sergei Petrov
- Stilijan Petrov
- Zlatko Petrov
- Radosav Petrović
- Željko Petrović
- Pierre Petry
- Kristoffer Peterson
- Espen Bugge Pettersen
- Jörgen Pettersson
- Pétur Pétursson

### Pez
- Dwight Pezzarossi

## Pf
- Jean-Marie Pfaff
- Michael Pfeiffer

## Ph
- Paul Philipp
- David Phillips
- Kalvin Phillips

## Pi
- Krzysztof Piątek
- Oswaldo Piazza
- Pichichi
- Matt Pickens
- Fernando Picún
- Torben Piechnik
- Martin Pieckenhagen
- Steven Pienaar
- Amos Pieper
- Thomas Piermayr
- Eddy Pieters Graafland
- Erik Pieters
- Arnold Pihlak
- Raio Piiroja
- Artur Pikk
- Louis Pilot
- Eduardo Pimentel
- Mario Pinedo
- Frank Pingel
- Mauricio Pinilla
- Attila Pinte
- Erik Pimentel
- Robert Pintenat
- Ádám Pintér
- Mihai Pintilii
- Fausto Pinto
- Miguel Pinto
- Sanjin Pintul
- Silvio Piola
- Tomislav Piplica
- Gerard Piqué
- Lorenzo Piqué
- Mitchell Piqué
- Robert Pirès
- Ilko Pirgov
- Giovanni Pisano
- Jozef Pisár
- Everon Pisas
- Arjan Pisha
- Leszek Pisz
- Brett Pitman
- Victor Pițurcă
- Josip Pivarić
- David Pizarro
- Guido Pizarro
- Marcos Pizzelli
- Juan Antonio Pizzi
- Juan José Pizzuti
- Andrea Pirlo (voetballer)|Andrea Pirlo

## Pj
- Marko Pjaca
- Miralem Pjanić
- Andrij Pjatov

## Pl
- Przemysław Płacheta
- Johan Plageman
- Michel Platini
- Felix Platte
- Melvin Platje
- David Platt
- Stiven Plaza
- Stipe Pletikosa
- Luca Plogmann
- Wiljan Pluim

## Po

### Pob
- Karel Poborský

### Poc
- Sébastien Pocognoli

### Pod
- Jerzy Podbrożny
- Daniel Podence
- Lukas Podolski

### Pog
- Florentin Pogba
- Mathias Pogba
- Paul Pogba
- Serghei Pogreban

### Poh
- Joel Pohjanpalo
- Jannik Pohl

### Pok
- Nikola Pokrivač

### Pol
- Jan Polak
- Michel Poldervaart
- Vukašin Poleksić
- Denis Poljakov
- Andrej Poljšak
- Odilon Polleunis
- Toni Polster

### Pom
- Jürgen Pommerenke

### Pon
- Martín Ponce
- Miguel Ángel Ponce
- Waldo Ponce
- Marin Pongračić
- Pere Pons

### Poo
- Mehrdad Pooladi
- Mart Poom

### Pop
- Marius Popa
- Nick Pope
- Denys Popov
- Goran Popov
- Ivelin Popov
- Robert Popov
- Faton Popova
- Tony Popović
- Alexandru Popovici
- Valeri Popovitsj

### Por
- Andrej Porázik
- Roni Porokara
- Augusto Poroso
- Jorge Porras
- José Francisco Porras
- Renato Portaluppi
- Kyle Porter

### Pos
- Patrick Posing
- Zdeněk Pospěch
- Sander Post

### Pot
- Patrick Pothuizen

### Pou
- Cyrille Pouget
- Andreas Poulsen
- Christian Poulsen
- Simon Poulsen
- Maarten Pouwels

### Pov
- Flemming Povlsen

### Pow
- Berry Powel

### Poy
- Gustavo Poyet

## Pr
- Guly do Prado
- Dennis Praet
- Thomas Prager
- Cesare Prandelli
- Danijel Pranjić
- Sanjin Prcić
- Léider Preciado
- Michael Preetz
- Yaw Preko
- Oleguer Presas Renom
- Steven Pressley
- Rade Prica
- Denzel Prijor
- Genridge Prijor
- Miguel Prince
- Co Prins
- Igor Prins
- Birgit Prinz
- Václav Procházka
- Sebastian Prödl
- Herbert Prohaska
- Choketawee Promrut
- Tomislav Prosen
- Robert Prosinečki
- Oleh Protasov
- Silvio Proto
- Ivan Provedel
- Dado Pršo
- Waldemar Prusik

## Pu
- Javi Puado
- Antonín Puč
- Tymoteusz Puchacz
- Daniel Pudil
- Héctor Puebla
- Marc Pugh
- Saku Puhakainen
- Teemu Pukki
- Erick Pulgar
- Alan Pulido
- Ante Puljić
- Vesa Pulliainen
- Hans Pulver
- Roberto Punčec
- Ferenc Puskás
- Ignacio Pussetto
- Aleksandr Puštov
- Carles Puyol
- Mariano Puyol

## Py
- Seppo Pyykkö

A · B · C · D · E · F · G · H · I · J · K · L · M · N · O · P · Q · R · S · T · U · V · W · X · Y · Z